# سولیس
در مراسم محلی سلتیک که در بریتانیای کبیر انجام می‌شد، سولیس خدایی بود که در چشمه آب گرم بات (که اکنون در سامرست است) پرستش می‌شد. او توسط رومانو-انگلیس به عنوان سولیس مینروا مورد پرستش قرار می‌گرفت، که اشیا نذری و لوح‌های سربی حک شده از وی حکایت از این داشت که وی هم به عنوان یک الهه مادر تغذیه کننده و حیات دهنده و هم به عنوان عاملی مؤثر در نفرین‌هایی که افراد می‌کنند تصور می‌شده‌است.

## ریشه‌شناسی و نام
معنای دقیق نام سولیس همیشه مورد بحث بوده‌است اما اتفاق نظر جدیدی که بین زبان شناسان رخ داده‌است این است که آنها این نام را با همزاد ایرلند قدیم سیل ("چشم، بینایی") می‌دانند.
یک ریشه متداول پروتو سلتیک sūli-، مربوط به واژه‌های مختلف هندی و اروپایی "خورشید" (مراجعه به واژه یونانی هومریک ηέλιος، سانسکریت sūryah، از c suh2lio-) نیز پیشنهاد شده‌است. اگرچه اصطلاحات بریتونیایی برای "خورشید" (روح برتون قدیمی، هول قدیمی ولزی) دارای یک صدای ترکیبی است که در سولیس وجود ندارد و آنها به عنوان یک فرم زنانه یا با عطف -i- تأیید نشده‌اند. پیر-ایو لمبرت در مورد یک فرم پروتو سلتیک su-wli-، متشکل از پیشوند su- ("خوب") متصل به مضمون کلامی سلتیک wel- ("برای دیدن") استدلال می‌کند. 
نام شخصی ولزی قرون وسطایی سولگن (سولین، زاده شده از سولیس) و نام شخصی برتون، سول، که توسط یک روحانی مقدس محلی به وجود آمده‌است نیز با هم مرتبط هستند.

## آیین دینی در باث
سولیس الهه محلی چشمه‌های آب گرم بود که حمام‌های آبگرم در باث را تغذیه می‌کنند، رومی‌ها آکواسولیس ("آبهای سولیس") می‌نامیدند. نام او در وهله اول بر روی کتیبه‌های کشف شده در یک منطقه معبد گسترده وی در بات دیده شد که فقط یک نمونه در خارج از انگلیس در آلزی، آلمان وجود دارد. این تعجب آور نیست چراکه خدایان سلتیک اغلب محلی سازی باستانی خود را حفظ می‌کنند برای مثال تا پایان در ارتباط با یک مکان خاص، اغلب شکافی در زمین، چشمه، استخر یا چاه.
یونانیان به همان خدایان محلی قبل از یونان در اسطوره‌های محلی خود که مقرر شده‌است، اشاره می‌کردند که در بعضی از مکانها با فرقه پانتئون المپیایی آنها همراه بود (به عنوان مثال زئوس ملوسوس فقط در دودونا). رومیان تمایل داشتند که این مکانهای خاص را از دست بدهند، مگر در چند ارث و ایده فرقه اتروسکان مانند روح مکان یا روح نگهبان یک مکان.